# Гарсия, Педро Франциско
Пе́дро Франци́ско Гарси́я, более известный как Тупанзиньо (порт. Pedro Francisco Garcia; Tupãzinho; 7 июля 1968, Ушоа, штат Сан-Паулу) — бразильский футболист, выступавший на позиции полузащитника. Наиболее известен по выступлениям в конце 1980-х — первой половине 1990-х годов за «Коринтианс». Автор одного из двух голов «Коринтианса» в финале чемпионата Бразилии 1990 года, принёсшего команде первый в истории титул чемпиона страны.

## Биография
Тупанзиньо начинал карьеру футболиста в клубе «Сан-Бенту» из Сан-Паулу в 1987 году, а спустя два года полузащитника приобрёл «Коринтианс». В 1990 году Тупанзиньо стал одним из ключевых игроков «тимау», впервые в истории ставших чемпионами Бразилии. Для определения чемпиона проводились матчи на выбывание, а в финале «Коринтиансу» противостоял принципиальный соперник «Сан-Паулу». Оба матча прошли на поле соперников, Морумби, хотя формально в ответной игре «Коринтианс» считался хозяином. «Мушкетёры» одержали победы в обеих встречах с минимальным счётом — 13 декабря благодаря единственному голу Вилсона Мано, и 16 декабря — в этой игре единственный гол на 54-й минуте забил Тупанзиньо.
Постепенно Тупанзиньо потерял место в основе «Коринтианса», однако долгое время он выполнял роль игрока, который мог выйти на поле и обострить игру в нападении. В 1996 году он всё же покинул «Коринтианс», но во «Флуминенсе» так и не сумел закрепиться. Впоследствии выступал в низших дивизионах, а последний относительно крупный успех у игрока был с «Америкой Минейро», с которой в 1997 году он стал чемпионом Бразилии в Серии B. Завершил карьеру футболиста в 2004 году в команде «Паранаваи».
В 2010 году стал главным тренером команды «Тупан» из одноимённого города. Также работал спортивным директором этого клуба.
В 2012 году был избран в городской Совет города Тупан, набрав 908 голосов избирателей.

## Достижения
- Чемпион Бразилии (1): 1990
- Вице-чемпион Бразилии (1): 1994
- Чемпион Бразилии в Серии B (1): 1997
- Чемпион Кубка Бразилии (1): 1995
- Чемпион штата Сан-Паулу (1): 1995